# シティ・ハスマ

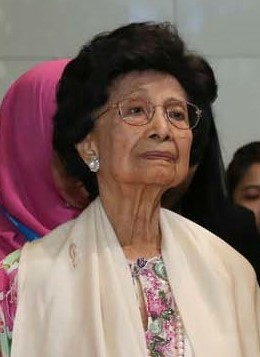
シティ・ハスマ

シティ・ハスマ（マレー語: Siti Hasmah Mohamad Ali、1926年7月12日- ）はマレーシアの第4代および第7代首相、マハティール・ビン・モハマドの妻。1981年7月から2003年10月および2018年5月から2020年3月まで、ほぼ24年にわたりマレーシアの首相の配偶者の役割を果たした。
2003年、夫であるマハティールとともに、ヤン・ディ＝ペルトゥアン・アゴンから最高の名誉称号である「トゥン」(Tun) を授与された。
2018年11月6日、安倍昭恵総理夫人は，マハティール首相の訪日に同行したシティ・ハスマと懇談を行った。

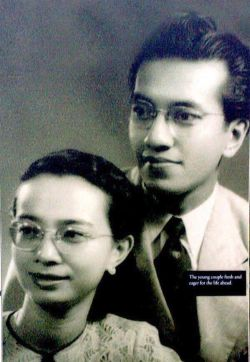
ハスマとマハティール

2019年8月21日、ハスマはアジア戦略・リーダーシップ研究所（ASLI）主催の2019年国際女性デー祝賀ガラディナーで、「Ibu Negara」（国家の母）の称号を授与された。ASLIの会長でありJeffrey Cheah基金の創設者であるJeffrey Cheahは、ハスマがマハティールを首相として国を建設する旅で示した注目すべき犠牲に対する認識として、この賞が授与されたと述べた。
2019年11月24日、ハスマはバンコクに本拠を置く国家建設国際研究所（NBII）から女性のための国家建設賞を受賞した。NBIIは、この賞がシティ・ハスマの麻薬乱用の抑制、女性の健康、家族計画、マレーシアの農村女性の発展、および成人の識字に対する貢献を認識したものであると述べている。
2020年1月13日、シティ・ハスマは医院を訪れ、バドミントン選手桃田賢斗を見舞った。

## 家族・親族
- 夫 - マハティール・ビン・モハマド
- 長女 - マリナ・マハティール
- 二男 - モクザニ・マハティール
- 三男 - ムクリズ・マハティール

## 著書
- 「2つの時代を生きる女性」（2000年）[12]